# Beni Mezghenna
 (décembre 2022).
Beni Mezghenna (en arabe : بني مزغنة, Aït Mezghen en langues berbères) est une tribu berbère qui appartient aux Sanhadjas, citée par Ibn Khaldoun. Au Moyen Âge, elle est établie au niveau des plaines d'Alger et les environs. 
Le traducteur d'Ibn Khaldoun, William Mac Guckin de Slane, précise en note que « Les B. Mezghenna habitent de nos jours, l’aghalik des B. Djâad, à onze lieux Sud-Est d’Alger ». Il s’agit de la région montagneuse comprise entre les Beni Amran et la ville de Lakhdaria.
La déformation des noms berbères par les auteurs arabes ont rendu méconnaissable même aux berbérisants actuels le nom même par lequel ils identifient leur pays et leur langue. Mezghenna n'est que la transcription arabe du mot imazighan qui désignait à l'origine la nation berbère installée au nord du pays et qui finit par se généraliser à l'ensemble des berbères. Or c'est bien au nord de l'Algérie actuelle que situait Hérodote la tribu des Maces ou Mazices (selon Hécatée son maître), deux termes que les berbérisants modernes ont identifiés comme des attestations lointaines de Mazigh cité par Ibn Khaldun